# Emilio Roberti di Castelvero
Emilio Roberti di Castelvero (Acqui, 6 agosto 1781 – Acqui, 8 luglio 1837) è stato un generale italiano.
Fu nominato colonnello nel 1815 al comando del Reggimento dei Cacciatori Italiani da lui formato l'anno precedente; raggiunse poi il grado di maggior generale nel 1820, al comando della Divisione Militare di Novara. Fu tesoriere dell'Ordine Militare di Savoia, di cui ebbe il grado di Commendatore; fu inoltre bibliofilo e numismatico e appassionato di archeologia. Fu fratello di Giuseppe Maria Roberti di Castelvero, Viceré di Sardegna.

## Biografia

### Origini
Emilio Roberti nacque ad Acqui nel palazzo di famiglia il 6 agosto 1781 e, forse a causa di condizioni di salute precarie, fu battezzato lo stesso giorno nella cappella del palazzo: ricevette il battesimo solenne nel duomo di Acqui, con i nomi di Guido Carlo Emilio Maria, il 3 settembre successivo. Di nobile famiglia, era il sesto figlio del conte Francesco Spirito e di Maria Teresa Della Chiesa di Cinzano e Roddi. La sua generazione si distinse particolarmente nelle armi: suoi fratelli maggiori furono Giuseppe Maria (1775-1844), che raggiunse poi il grado di Tenente Generale e fu Viceré di Sardegna dal 1829 al 1831, e Pietro Renato (1777-1808), capitano nei Dragoni del Re morto in battaglia a Barcellona nel 1808 che si distinse nel 1796 per il suo eroismo nella battaglia del Bricchetto, dando inizio alla carica che fece guadagnare due medaglie d'oro al suo reggimento; altri tre fratelli, militari in corpi di cavalleria e fanteria, morirono in battaglia nel 1808 e 1809 a Vicenza, Bayonne e a Győr.

### Carriera
Emilio iniziò la sua carriera militare nel 1800, nel tempo della dominazione francese del Regno di Sardegna, al servizio dell'Austria, entrando col grado di Luogotenente nel 2º Reggimento Cavalleggeri del principe d'Hohenzollern. Nel 1805 partecipò alla Campagna d'Italia della Terza Coalizione distinguendosi per il suo valore, per cui ottenne una menzione d'onore dal generale Luis Victor De Rohan. Fu in seguito Primo Tenente e poi entro il 1809 Capitano: con questo grado prese parte alla battaglia di Wagram, in cui fu gravemente ferito; fu promosso Maggiore tre anni dopo, nel 1812. 
Alla fine di quell'anno fece ritorno in Italia e fu imprigionato nel carcere di Savona, da cui fu liberato per volere di Antonio Brignole Sale, prefetto del Dipartimento di Montenotte, il quale lo ospitò nella sua villa di Voltri. Entrò quindi, entro il maggio 1813, a far parte della Guardia d'Onore del Dipartimento, nominato capo squadrone del 1º distaccamento per volere dell'amico prefetto; a fine dicembre, però, passò nuovamente nelle linee austriache in Emilia e, a Ferrara, fu autorizzato dal Generale Laval Nugent di formare un reggimento in nome del Re di Sardegna. Il corpo, col nome di Primo Reggimento Piemontese, fu costituito ufficialmente il 1º gennaio 1814, ma cominciò a prendere realmente forma nel febbraio seguente, a Parma, raccogliendo molti cavalieri già militanti nell'esercito del Regno Italico e caduti prigionieri degli Austriaci. Il 13 aprile, a Fiorenzuola d'Arda, il reggimento, di circa 600 uomini raccogliticci, si distinse in battaglia e al colonnello fu conferita da Murat la croce di Cavaliere dell'Ordine Reale delle Due Sicilie; a tutti gli uomini del reggimento fu inoltre conferita la Croce d'Armata austriaca.
Il 1 maggio del 1814 a Voghera, il giorno prima che Vittorio Emanuele I lasciasse Cagliari per tornare in Piemonte, fu il primo ufficiale ad innalzare nuovamente la bandiera reale dei Savoia. Partecipò all'occupazione di Alessandria l'8 maggio col suo reggimento e lo riorganizzò in vista dell'arrivo in città di Vittorio Emanuele I, avvenuto il 16 maggio seguente: il reggimento accolse il Re e lo scortò a Torino, dove entrò trionfalmente il 24 maggio. Il Re, in un primo momento intenzionato a sciogliere il corpo comandato dal Roberti, lo mantenne attivo rinominandolo nel luglio "Corpo Reale dei Cacciatori Piemontesi". I Cacciatori, che dal nome francesizzato del comandante furono chiamati "Cacciatori Robert" o "Chasseurs Roberti", furono il primo corpo di cavalleria a essere ricostituito in Piemonte dai Savoia ed ebbero per questo la dicitura di "1º reggimento di linea Cacciatori Italiani" il 23 agosto seguente; furono poi soppressi nel 1821. Emilio Roberti fu riconfermato nel comando del reggimento che, essendo formato da un solo battaglione, gli fece assegnare in un primo momento il grado di Tenente Colonnello. Dopo essersi distinto all'Hopital nel corso della Campagna di Lione per la riconquista della Savoia, dove resistette con tre compagnie all'assalto di due battaglioni francesi, fu promosso Colonnello non ancora trentaquattrenne, sempre al comando dei Cacciatori da lui fondati.
Dal 1816 al 1820 prestò servizio col suo reggimento in Sardegna. Il 20 agosto 1820 fu promosso Maggior Generale e il 18 ottobre seguente fu nominato comandante della Divisione Militare di Novara; in questa veste, l'anno successivo, andò incontro a Vercelli a Carlo Alberto, costretto a lasciare la reggenza da Carlo Felice, per prenderlo in consegna. Messosi in luce, a fianco di Vittorio Amedeo Sallier de la Tour, governatore di Novara, nella repressione dei moti del 1821, ricevette numerose decorazioni dal Re di Sardegna e dagli Imperatori di Russia e d'Austria: dell'Ordine Militare di Savoia, di cui fu insignito del grado di Commendatore, fu nominato Tesoriere. Dal 1821 al 1824 fu Governatore interinale di Novara; mantenne il comando della Divisione militare della stessa provincia fino al 1831 quando, tormentato dalla gotta e malato già da lungo tempo, chiese e ottenne il congedo e fu nominato governatore in seconda della Reale Casa degli Invalidi di Asti. Passò gli ultimi anni dedicandosi alle sue raccolte numismatiche e librarie nella città natale di Acqui, dove morì l'8 luglio 1837, all'età di 55 anni.

## Interessi culturali
Emilio Roberti dedicò per tutta la vita il suo tempo libero a numerose passioni, tra cui spiccano gli interessi per l'archeologia e per il collezionismo.

### Archeologia
Promosse numerosi scavi nella zona di Acqui, tra cui una campagna di scavo lungo il rio Medrio e una sotto il suo palazzo di famiglia nel 1836 in cui venne alla luce un mosaico romano del primo periodo imperiale, oggi conservato al Civico Museo Archeologico di Acqui, consistente in un pavimento con l'iscrizione "M(ARCUS) OCTAVIVS OPTATVS D(E) S(UO) D(EDIT)". Tramite la sua amicizia con Cesare Saluzzo di Monesiglio, membro della famiglia che fu la principale animatrice della vita culturale torinese tra Sette e Ottocento, e con l'approvazione di Carlo Promis che si recò ad Acqui per visionarlo, ottenne che il mosaico fosse collocato nel palazzo dell'Università di Torino, a cui l'aveva donato.

### Collezionismo

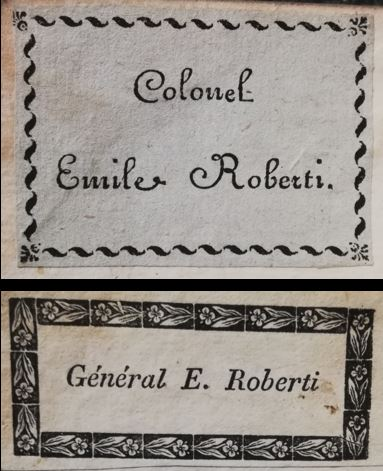
I due ex libris utilizzati da Emilio Roberti prima e dopo il 1820

Nell'ambito del collezionismo, Emilio Roberti si distinse come appassionato numismatico e bibliofilo. La continua promozione di campagne di scavo fu, in effetti, in parte animata dal desiderio di accrescere la sua vasta collezione di monete antiche e medievali, purtroppo dispersa dopo la sua morte, che ricevette anche le lodi di Giulio Cordero di San Quintino. La passione per i libri iniziò invece certamente prima del 1820, come attesta il grado di colonnello riportato su un suo ex libris (Colonel Emile Roberti.); la gran parte della collezione fu però contrassegnata da un altro ex libris con la scritta Général E. Roberti, posteriore quindi alla promozione avvenuta in quell'anno. Il Roberti fu infine anche collezionista d'arte; non si hanno però notizie utili a ricostruire le opere in suo possesso, né la loro qualità. L'unica informazione, di tipo tecnico, proviene da una perizia effettuata il 20 marzo 1834 da un pittore francese, certo Jacques Feuilleret: grazie alla sua relazione, si sa che alcuni dei dipinti della collezione erano opere, "très anciennes", eseguite su pietra (forse su ardesia) con una tecnica che non era né l'olio né la tempera.